# Isole Batan
Le isole Batan, note anche come isole Batanes, sono una catena di 14 isole delle Filippine, situate circa 310 km a nord di Luzon nello stretto di Luzon. I canali di Bashi (a nord) e di Balintang (a sud) le separano rispettivamente da Taiwan e dalle isole Babuyan.
Di origine vulcanica, le isole sono frastagliate e rocciose, ma relativamente pianeggianti e spazzate dal vento. Solamente le quattro isole maggiori (Itbayat, Batan, Sabtang e Ibuhos) sono abitate. La frequenza con cui i tifoni si abbattono su queste isole ha dettato le tecniche agricole e architettoniche sull'arcipelago. Le radici commestibili, in particolare le patate dolci, sono la coltura principale; altre attività sono un po' di allevamento del bestiame e, in misura minore, la pesca. Le case sono costruite con pietra e tegole a ridosso di avvallamenti o alberi.
Gli abitanti sono di religione cristiana cattolica e parlano l'ivatan, un dialetto locale. L'aumento della popolazione a partire dal 1900 è stato relativamente lento, dal momento che molti degli abitanti si sono trasferiti sulla più accogliente isola di Luzon. La città di Basco, sulla nord-occidentale isola di Batan, ospita l'unico porto delle isole; essa è inoltre servita da un campo di aviazione.